# Baorisa hieroglyphica
Baorisa hieroglyphica  (лат.) — вид моли из семейства эребидов.

## Описание
Был описан в 1882 году, энтомологом Фредериком Муром. Длина тела может достигать 2 см. Насекомое активно в сумерках и ночью. Орнамент на крыльях полностью симметричный по отношению к оси тела.
Моль имеет тимпанальные органы с мембранами, которые ловят распространяющиеся в ветре звуковые колебания. Это ей помогает чувствовать приближение летучих мышей.

## Распространение
Этот вид встречается в некоторых частях Северо-Восточной Индии и Юго-Восточной Азии.